# Karol Junga
Karol Junga (ur. 28 października 1887 w Żukowie Górnym na Śląsku Cieszyńskim, zm. 4 lutego 1943 w Katowicach) – polski działacz społeczny i narodowy na Śląsku Cieszyńskim, poseł do Sejmu Krajowego na Morawach (1929–1938) i na Sejm Ustawodawczy II RP (1919–1922).

## Życiorys
Pochodził z polskiej rodziny katolickiej zajmującej się rolnictwem. Po ukończeniu gimnazjum w Cieszynie uczył się w szkole rolniczej w Wiedniu. Następnie praktykował w Towarzystwie Rolniczym w Krakowie, by osiąść na ojcowskim gospodarstwie w Żukowie.
Angażował się społecznie już w czasach austriackich: pełnił mandat radnego gminy Górny Żuków, był członkiem lokalnego Kółka Rolniczego i prezesem Kasy Raiffeisena. Później został również dyrektorem Kredytowego Banku Cieszyńskiego, zakładał Spółkę Rolniczo-Handlową "Ziemia" w Cieszynie.
W 1918 delegowany do Rady Narodowej Księstwa Cieszyńskiego. Opowiadał się za włączeniem większej jego części w skład RP.
W Sejmie Ustawodawczym reprezentował okręg Cieszyn, starał się zainteresować posłów w Warszawie sytuacją na Śląsku. Był członkiem klubu Narodowego Zjednoczenia Ludowego. Po 1922 pozostał w Czechosłowacji, gdzie działał w Związku Śląskich Katolików w Czeskim Cieszynie. Redagował związany ze Związkiem tygodnik "Nasz Kraj".
W 1928 został nominowany przez rząd Czechosłowacji do Morawsko-śląskiego Sejmiku Krajowego w Brnie jako jedyny reprezentant ludności polskiej. Został tzw. hospitantem w klubie agrariuszy. Ponownie został posłem w 1935, mandat piastował aż do włączenia zaolziańskiej części Śląska Cieszyńskiego do Polski w 1938.
Działacz Zarządu Związku Spółek Zarobkowych i Gospodarczych na Śląsku, pełnił tam funkcję prezesa, członka zarządu i rady nadzorczej.
Podczas okupacji niemieckiej represjonowany. Aresztowany i więziony w Cieszynie, Zwickau, Bytomiu i Katowicach. Zmarł w więzieniu.